# Војин Ћирковић
Војин Ћирковић (Пирот, 1859 – 1927) био је угледни пиротски трговац, истакнути првак Радикалне странке у Пироту, у више мандата народни посланик и председник пиротске општине. 

## Биографија
Већ од почетка осамдесетих година 19. века идеје Радикалне странке убрзано су захватиле и пиротски крај, а један од најистакнутијих чланова месне страначке организације био је трговац Војин Ћирковић. Политичку каријеру градио је као близак пријатељ неколицине првака Радикалне странке и као зет Косте Таушановића. На позицији председника пиротске општине први пут се помиње током пролећа 1883. године, када је позвао грађане да укажу добродошлицу краљу Милану и краљици Наталији приликом њиховог боравка у Пироту. У време избијања Тимочке буне и потоњег судског процеса којим су на смрт и дугогодишњу робију осуђени многи радикалски прваци, Војин Ћирковић 1884. бива оптужен за припрему нове „пиротске буне” и осуђен на три и по године затвора. Неосноване оптужбе, суђење и пресуда, додатно су појачале симпатије Пироћанаца према Радикалној странци. Војин Ћирковић одслужио је казну у целости у нишком казненом затвору. За народног посланика први пут је изабран 1889. године и током наредне две деценије готово непрекидно је вршио ову функцију у Народној скупштини Краљевине Србије. У неколико мандата био је и председник пиротске општине. На челу општине дочекао је и француске ослободиоце који су септембра 1918. умарширали у Пирот, поздравивши их свечаном здравицом:
„[...] Живела француска војска, живео француски народ, живели савезници!”
Паралелно са политичком каријером, Војин Ћирковић настојао је да унапреди културне, трговинске и пољопривредне прилике пиротског краја. Био је оснивач и председник Ћилимарске задруге у Пироту, која је редовно представљала Србију на иностраним сајмовима и изложбама. Такође је основао и као председник руководио Трговачко-занатлијском банком и Пољопривредном подружином у Пироту. Након страдања винограда од филоксерне заразе у пиротском крају, био је први који је започео садњу и гајење калемљене америчке лозе што је допринело обнови винограда. Уједно је први прихватио новину да виноград третира раствором плавог камена и креча ради заштите. Како би ове тековине раширио и пренео другим узгајивачима, почетком 20. века основао је Виноградарску задругу са лозним расадником. Војин Ћирковић иницирао је и оснивање Пиротске позоришне дружине 1889, која је своју прву представу Бој на Косову извела исте године поводом обележавања годишњице Косовске битке.
Војин Ћирковић био је носилац следећих одликовања: ордена Белог Орла II и III реда, ордена Св. Саве IV реда, Таковског крста, две златне медаље за грађанске заслуге, бројних диплома и медаља са светских изложби.

## Породични живот
Војин Ћирковић био је потомак Хаџи Неше Филиповића, знаменитог Пироћанца који је предводио чувену Пиротску буну против османске тираније 1836. године. Из првог брака са Анастасијом (Аном), сестром чувеног српског политичара Косте Таушановића, Војин је добио сина Владимира, потоњег епископа браничевског Венијамина. Међутим, како је Анастасија умрла недуго након порођаја, Владимира је усинио његов ујак те је он преузео и носио само његово презиме Таушановић. У то време није било нарочито необично да одојче услед смрти мајке преузме близак сродник, одгајајући га у својој породици. Такође, треба имати у виду да се Владимирово рођење поклапа са Војиновом осуђујућом пресудом и почетком издржавања затворске казне. Познато је да је Војин 1926. године присуствовао Венијаминовом хиротонисању за епископа бихаћке епархије.
Војин Ћирковић преминуо је 1927. године, а грађани Пирота приредили су му величанствен погреб у коме је учествовало неколико хиљада људи. Сахрањен је у породичној капели на Тијабарском гробљу коју је подигла његова друга супруга Љубица. У унутрашњости спомен капеле стоји плоча са натписом:
Вечна кућа породице Војина Ћирковића, бив. дугогод. народ. посланика и председника општине пиротске […] Ожалошћена супруга Љубица и син Венјамин епископ бихачки.